# 1994年度叱咤樂壇流行榜頒獎典禮得獎名單
1994年度叱咤樂壇流行榜頒獎典禮得獎名單列出1994年度叱咤樂壇流行榜頒獎典禮頒發的獎項及得獎者，這是香港商業電台舉辦的流行音樂頒獎禮，該年度的主題為“叱咤新傳統 95之尊 作者為大”，主要獎項以酒會形式頒發，並請來徐小鳳擔任司儀。為鼓勵原創歌曲，特在香港體育館舉行“叱咤樂壇演創會”，邀請歌手現場演唱播放率最高的二十首創作歌曲。

## 得獎名單

#### 叱咤樂壇男歌手
- 金獎：張學友
  - 上榜歌曲：回頭太難、總有一天等到你、餓狼傳說、偷心、心碎了無痕、這個冬天不太冷、祝福、來來回回、非常夏日、只有你不知道、我等到花兒也謝了
- 銀獎：劉德華
  - 上榜歌曲：藕斷絲連、原來是你最可愛、離開你以後、天天想你、花花世界、口琴別戀、天意、今夜夢還暖、忘情水、誰人知
- 銅獎：黎明
  - 上榜歌曲：心愛、愛情影畫戲、不醉舞夜、最後的戀愛、陽光、我沒有愛錯、那有一天不想你、藍色街燈、火舞艷陽

#### 叱咤樂壇女歌手
- 金獎：王靖雯
  - 上榜歌曲：忘掉你像忘掉我、我願意、回憶是紅色天空、誓言、夢遊、蜜月期、愛與痛的邊緣、知己知彼、非常夏日、夢中人、棋子
- 銀獎：彭羚
  - 上榜歌曲：把你怨恨、有著你多麼美、深宵至破曉、我的眼我的淚、讓我跟你走、未完的小說、不許眼兒再下雨、仍然是最愛你、如夢初醒、如果得不到愛情
- 銅獎：林憶蓮
  - 上榜歌曲：情人、光輝歲月、願、赤裸的秘密、多些那些、對不起了愛、沉淪、芝加哥的故事、如何愛下去、玫瑰香、決心

#### 叱咤樂壇組合
- 金獎：草蜢
  - 上榜歌曲：一秒轉機、不可思議、在一起、暗戀的代價、戀愛預兆Mario、怎麼天生不是女人、嗲噢、一加一加一的愛
- 銀獎：Beyond
  - 上榜歌曲：遙遠的Paradise、醒你、打救你、總有愛
- 銅獎：風火海
  - 上榜歌曲：奔放、一夕愛、Shake Shake Shake、愛情風火海、眈天望地

#### 叱咤樂壇生力軍男歌手
- 金獎：古巨基
  - 上榜歌曲：愛的解釋、藍天與白雲、有所不知、你是陽光空氣、笑說想
- 銀獎：孫耀威
  - 上榜歌曲：我知道你在等我、愛到發燙、路要勇敢地走、愛的故事(上集)、仍然喜歡你
  - 演繹歌曲：仍然喜歡你
- 銅獎：曹永廉
  - 上榜歌曲：情深款款、三分二十八秒的愛情故事、我知我不該、糊塗情感
  - 演繹歌曲：糊塗情感

#### 叱咤樂壇生力軍女歌手
- 金獎：楊采妮
  - 上榜歌曲：不會哭於你面前、心跟你還戀愛、初戀、祝福一句、愛情來的時候、但願你明白、愛會來尋覓我、全城來吧Cha Cha Cha
- 銀獎：李蕙敏
  - 上榜歌曲：This Is Love、說愛便愛一生、Sam、活得比你好、橫濱別戀
  - 演繹歌曲：橫濱別戀
- 銅獎：吳倩蓮
  - 上榜歌曲：失戀的女人、天下浪子不獨你一人、偏心、愛得乾脆
  - 演繹歌曲：愛得乾脆

#### 叱咤樂壇生力軍組合
- 金獎：風火海
  - 上榜歌曲：奔放、一夕愛、Shake Shake Shake、愛情風火海、眈天望地
  - 演繹歌曲：眈天望地
- 銀獎：Girl Friends
  - 上榜歌曲：瀟灑
  - 演繹歌曲：不拖不欠
- 銅獎：張崇基、張崇德
  - 上榜歌曲：當星光不伴我、赤道北邊之熱戀
  - 演繹歌曲：赤道北邊之熱戀

#### 叱咤樂壇過江龍
- 金獎：吳奇隆
  - 上榜歌曲：再愛的衝動、My Summer Dream、是我惹的禍、梁祝、睡美人、愛出個未來、奇而濃的狂想
- 銀獎：周華健
  - 上榜歌曲：鳳陽花鼓、放棄你，留住你、風雨無阻、的確比他好、怕黑、海角天涯、風笑痴、曾經滄海也是愛、昨晚你已嫁給誰
- 銅獎：蘇慧倫
  - 上榜歌曲：我不是一個人住、少女問、舊情復熾、愛的呼應

#### 叱咤樂壇作曲家CASH大獎
- C.Y.Kong

#### 叱咤樂壇填詞人CASH大獎
- 周禮茂

#### 叱咤樂壇唱片監製
- 梁榮駿

#### 叱咤樂壇大碟IFPI大獎
- 《餓狼傳說》（張學友）
  - 上榜歌曲：餓狼傳說、來來回回、非常夏日、祇有你不知道

#### 叱咤樂壇至尊歌曲大獎
- 《那有一天不想你》（黎明）

### 叱咤乐坛演创会

#### 叱咤樂壇播放率最高創作歌曲
- 叱咤樂壇至尊創作歌曲大獎：那有一天不想你（黎明）
  - 第二位：我願意 - 王靖雯
  - 第三位：個個讚你乖 - 郭富城
  - 第四位：沒有季節的火花 - 蘇永康
  - 第五位：終有一天感動你 - 李樂詩
  - 第六位：決心 - 林憶蓮
  - 第七位：忘情水 - 劉德華
  - 第八位：誰人知 - 劉德華
  - 第九位：如果得不到愛情 - 彭羚
  - 第十位：怎麼天生不是女人 - 草蜢
  - 第十一位：我不是一個人住 - 蘇慧倫
  - 第十二位：用心良苦 - 張宇
  - 第十三位：情歸何處 - 梅艷芳
  - 第十四位：鐵幕誘惑 - 郭富城
  - 第十五位：祝福 - 張學友
  - 第十六位：你是我的1/2 - 郭富城
  - 第十七位：笑說想 - 古巨基
  - 第十八位：橫濱別戀 - 李蕙敏
  - 第十九位：只有你不知道 - 張學友
  - 第二十位：我等到花兒也謝了 - 張學友

#### 叱咤樂壇我最喜愛的創作歌曲
- 《那有一天不想你》（黎明）[2]
  - 最后五强：刘德华《忘情水》、黎明《那有一天不想你》、张学友《我等到花兒也謝了》、刘德华《谁人知》、郭富城《鐵幕誘惑》

| 歌曲             | A區  | B區  | C區 | D區 | 總得票 |
| ---------------- | ---- | ---- | --- | --- | ------ |
| 忘情水           | 423  | 445  | 300 | 418 | 1586   |
| 那有一天不想你   | 897  | 1435 | 604 | 652 | 3588   |
| 我等到花兒也謝了 | 1018 | 656  | 659 | 652 | 2985   |
| 誰人知           | 360  | 209  | 183 | 213 | 965    |
| 鐵幕誘惑         | 276  | 180  | 192 | 179 | 827    |

#### 叱咤樂壇我最喜愛的現場演繹大獎
- 《那有一天不想你》（黎明）